# ابراهیم جعفری
ابراهیم عبدالکریم حمزه الأشیقر الجعفری (زادهٔ ۲۵ مارس ۱۹۴۷ در کربلا) سیاست‌مدار و چشم‌پزشک عراقی است. وی سابقهٔ دبیرکلی حزب الدعوه، نخست‌وزیری دولت موقت عراق، وزارت خارجه عراق، معاونت رئیس‌جمهوری عراق و عضویت و ریاست حکومت انتقالی عراق پس از سقوط صدام را دارد.

## زندگی
ابراهیم جعفری در سال ۱۹۶۸ به حزب الدعوه پیوست. در سال ۱۹۸۰ در جریان سرکوب این حزب و دستور اعدام تمامی اعضای آن به ایران گریخت. از سال ۱۹۸۹ به لندن رفت و سخنگوی این حزب در بریتانیا شد. وی در ابتدا با حملهٔ ائتلاف ضد ترور در سال ۲۰۰۳ به عراق مخالفت کرد ولی بلافاصله پس از شکست عراق به کشورش بازگشت و عضو حکومت انتقالی و نخست‌وزیر دولت موقت شد. جعفری در سال ۲۰۰۸ از حزب الدعوه خارج شد و حزبی به نام جریان اصلاح میهنی را پایه‌گذاری کرد، این جریان در انتخابات مجلس نمایندگان عراق ۲۰۱۰ هم‌پیمان مجلس اعلای اسلامی عراق و جریان صدر در «ائتلاف میهنی عراق» بود.
وی ۵ فرزند (۲ پسر و ۳ دختر) دارد که همگی در لندن زندگی می‌کنند.